# Проспект Степана Бандери (Конотоп)
Проспект Степа́на Банде́ри — одна з найдовших вулиць міста Конотоп Сумської області.

## Розташування
З'єднує історичну частину міста з районом Зеленчак та районом Кандибини. Пролягає від перетину з вулицею Лазаревського та проспектом Червоної Калини до кругового перехрестя з вулицями Генерала Тхора та Сумською.

## Назва
Названа на честь Степана Андрійовича Бандери — українського політичного діяча, борця за незалежність України, революціонера, одного з радикальних та чільних ідеологів, практиків і теоретиків українського націоналістичного руху XX століття.

## Історія
Перші згадки про проспект Степана Бандери датуються 1782 роком. З XVIII і до кінця XIX століття згадується як Полтавський тракт.
З кінця XVIII століття і до першої половини XX століття вулиця мала назви Лугінка та Роменська вулиця.
У 1991 році перейменована на вулицю Генерала Тхора.
Влітку 2023 року основна частина вулиці (від №2 по №146) стала проспектом, перейменованим на честь Степана Бандери в рамках кампанії деколонізації, що активізувалася після початку широкомасштабного російського воєнного вторгнення в Україну. Залишкова частина вулиці (від №148) зберегла стару назву.

## Пам'ятки історії
За адресою вулиця Степана Бандери, 111 розташована пам'ятка історії — Будинок, в якому народилися та провели дитячі і юнацькі роки революційні діячі — брати Радченко С. І. та Радченко І. І. (початок ХХ століття).